# 张琮 (唐朝)
张琮（583年—637年12月）， 字文瑾，武威郡姑臧县（今甘肃武威凉州区）人，隋朝、唐朝官員，長孫晟之女婿，長孫皇后之姐夫，唐太宗之連襟。

## 家世
- 高祖：张谊，魏骠骑将军、凉州刺史、黄门侍郎、散骑常侍、武威郡公
- 祖父：张，北周骠骑将军、鄜城郡太守，死于王事，赠上柱国、瀛洲总管、河北庄公。
- 祖母：李氏，西魏八大柱国之一唐国公李虎之女。唐朝赠信都郡大长公主。
- 父亲：张辩，随上柱国、使持节、秦州诸军事、秦州总管、潭州总管、左武卫大将军、河北郡开国公。
- 母亲：窦氏，隋文帝的外甥女。
- 夫人：长孙氏，长孙晟之女，长孙皇后之姊。

## 生平官职
- 隋开皇三年（583年）生。少习文史，尤工骑射。
- 释褐隋奋武尉，参加隋炀帝三征高句丽，以功授朝散大夫，寻除新郑县令，不久迁颍川郡丞。
- 武德元年（618年），唐高祖称帝，除骠骑将军，仍加上开府。不久改授左卫中郎将。
- 在秦王李世民手下任左三总管。刘武周被消灭后，回到京城，除左卫长史，其中郎将如故。
- 参加平定王世充、窦建德、刘黑闼的战争，以功授上柱国，封南安县开国侯，食邑七百户，又捡校参旗军副，又捡校左领军左、右中郎将。
- 贞观元年（627年），授太子左卫率，捡校右武卫将军、左领军将军.
- 贞观四年（630年），授云麾将军，行左卫率如故。
- 贞观十年（636年），授银青光禄大夫，行睦州刺史。
- 贞观十一年（637年）十二月，去睦州（今杭州淳安）上任途中，病逝于宋州馆舍，年五十五，谥曰懿公。

## 张琮碑
又名《唐南安懿公张琮碑》，唐贞观十三年(639年)刻。原在陕西咸阳县双照村西北萧何庙东南，1940年移入周陵中学，碑身、碑首分嵌于壁上保存。1963年碑身移存咸阳市博物馆，碑首仍在周陵中学。全碑合计通高3.07米，下宽99厘米，碑额篆书，题“唐故银青光禄大夫张府君碑”十二字。碑文正书，共13行，满行60字。

唐故银青光禄大夫使持节睦州刺史上柱国南安懿公碑

唐口口口光禄卿使持节口口刺史上柱国口口口口口银青光禄大夫行太子左庶子黎阳公于志宁撰

    夫雨口口蒸，龙兴豹变。补天立极，夷难开其口口，口多士以经纶，驾群雄以戡翦。然则轻车飞将，靡刺举之方，拥节褰帷，无折冲之略。其能入陪乘石，戎章肃於钩陈；出抚名藩，文德被於江介。总英谋以挺秀，敷善政以遐征，见之使君南安公矣。君讳琮，字文瑾，武威姑臧人也。夫运筹帷幄，名忠三杰之先；立效井陉，功居八王之首。属金行不兢，宇县分崩，凉王建定乱之勋，成割地之业，洪源将导江而俱远，层构与干云而共高。龟组相晖，青紫交映，备在简牒，可略言焉。曾祖谊，魏骠骑将军、凉州刺史、黄门侍郎、散骑常侍、武威郡公，剖符作牧，恩重玺书，执戟从官，荣隆夕拜。祖暠，周骠骑将军、鄜城郡太守，死王事，赠上柱国、瀛洲总管、河北庄公。分竹宰民，化光露冕，临难殒命，节重结缨。父辩，随上柱国、使持节、秦州诸军事、秦州总管、潭州总管、左武卫大将军、河北郡开国公，建旟江表，恩结湘流，横剑禁中，声高文陛。惟公总烟霞之秀气，禀川岳之淑精，器宇深沉，风调爽逸。文昌协上将之略，大树表将军之威。幼挺纵横，缀幡为戏；少怀慷慨，聚米成图。起武安以振威，迈淮阴以贾勇。加以琢磨道德，黼藻仁义，砥名励行，闻诸乡党，资孝为忠，形乎家国。少习文史，尤工骑射。沉沙减灶，既练之于兵书；持短入长，亦精之於剑术。公释褐隋奋武尉，于时东夷未宾，阻辽水以为固，频扰黄龙之戍，亟侵玄菟之城。隋炀帝亲御貔貅，以诛枭獍。公壮踰投石，捷类搴旗，命赏畴庸，以居其最，特蒙标异，授朝散大夫，寻除新郑县令。公济以宽猛，施以韦弦，遂使单父兴谣，萑蒲息盗。善政既著，俄迁颍川郡丞，此乃魏室之旧都，胡公之故国，玄冠成列，朱轮接轸。公绥之以淳化，肃之以严威，千里扬风，百城仰德。时属随人委驭，海县沸腾，或裂壤而鸱张，或分星而鸮视。丹野涂地，漂杵溺骖。徒怀王允之心，空轸贾生之哭。既而晋野降白云之瑞，秦川开赤玉之图，稷契於是迁虞，张陈所以归汉。高祖太武皇帝御紫极而统天，坐玄扈而则地。文为治本，资德教以化民；武以除残，藉干戈以静难。择贤分器，量器授官，除公骠骑将军，仍加上开府。昔霍氏勋高沙塞，任重中权；黄君望亚鼎司，宠光英府。以今方古，彼何足云？寻改授左卫中郎将。刘武周称兵马邑，结援龙城，挻祸汾阴，连横河曲。今上龚行天罚，公陪从戎麾，蒙授左三总管。公知包三略，勇冠六军，运奇谋以抗千里，舞劲剑而摧八阵。凶徒既殄，反旆还京，除左卫长史，其中郎将如故。王世充早事隋室，委以戎旃，曾无勤王之心，翻肆问鼎之志，莽、卓未足方其罪，浞、豷岂得比其辜？遂使宗社沦胥，怀生板荡。窦建德同恶相济，共为犄角，王师运九变之谋，总〇〇之士，风驱电扫，拉朽摧枯。公预官渡之勋，参崤陵之捷，校功追赏，超绝等伦。刘黑闼建德馀孽，尚蓄狼心。拥兵赵魏，构难漳淦，骋其豕突，未革鸮音，〇〇慕此一戎，遂清九宇。於是稽天息浸，飞岳销尘。饮至策勋，蒙授上柱国，封南安县开国侯，食邑七百户，又捡校参旗军副，又捡校左领左右中郎将。储闱〇〇，卫率近臣，侍奉委之以正人，爪牙寄之以心膂。贞观元年授太子左卫率，捡校右武卫将军、左领军将军，四年蒙授云麾将军，行左卫率如故。于是警〇〇坊，恪勤晨夕，标羽仪於甲观，擅风流於望苑。十年授银青光禄大夫，行睦州刺史。方当斑六条於劲越，歌两岐於全吴。望俗变文身，风移凿齿。绍还珠于合浦，追降凤於颍川。岂谓日〇难翻，阅川不息，忽感何祇之梦，遂同声伯之悲。贞观十一年十二月之任，在道寝疾，薨於宋州馆舍，春秋五十有五，痛结寮执，〇〇行人，考行受名，谥曰懿公，礼也。即以十三年二月十一日，迁厝於始平之原。公德方琬琰，照荆岫而腾晖；材挺栋梁，茂邓林而耸干。破楚入郢之略，平口口齐之谋。弹压六奇，笼盖十策，陈力草昧之始，立功云雷之初，功著升陑，勋高战牧。执戟武帐，八舍禀其军容；受律戎轩，四校佇其神算。加以地居右戚，望〇〇卿，帝乡近亲，莫之比盛。祖母李，景皇帝之女，赠信都郡大长公主。母窦，随文帝之甥。夫人长孙，文德皇后之姊。尚主宾王，光华帝戚。鱼轩鹤〇，掩映濯龙，未尝富贵骄人，恒以盛满为戒。方应参八骏之驾，高宴瑶池；陪七佐之游，问道襄野。岂谓九转之方莫效，十枝之景难留，奄切颓山，忽悲幽壤。子口口及子振等，恐炎凉迭代，星纪循环，海变三山，谷迁九地，所以镌金勒石，播美腾芳。譬东都之前，永识滕公之墓；潼亭之侧，长标太尉之坟。乃为铭曰：

 〇〇茂绪，眇眇长澜。七叶辅汉，五世相韩。绩参经启，业预艰难。代总衡辔，世袭衣冠。

山渎降灵，烟霞诞祉。比德珪璧，齐芳兰芷。冲斗浮光，照车蕴美，纵横韬略，〇〇图史。

运属交丧，时逢屯剥。争窃宝符，競窥帝籙。礼废諲祀，〇毁龟玉。凶甚拔山，暴踰比角。

天地初辟，光华方旦。破袁奇策，灭项神算。受脤除残，执柯静难，〇〇三杰，绩邻十乱。

雾撤云销，功成治定。屡典交戟，频膺宠命。裂壤恩隆，分麾礼盛，储坊述职，江皋从政。

岁月易度，生涯若浮。夕峰隐景，夜壑迁舟。雕龙转旆，〇〇迥辀。式镌翠石，永树芳猷。